# 椚古墳
椚古墳（くぬぎこふん）は、福井県あわら市にある古墳。1973年（昭和48年）5月1日に県の史跡に指定された。

## 概要
あわら市椚地区の八幡神社境内の東側に位置する、径約18m（30m）、高さ約3m（5m）の円墳である。埋葬施設は全長5.4m（5.54m）の横穴式石室で、南西方向に開口している。玄室は奥行3.17m、幅1.46m、高さ1.83m。羨道部はすでに破壊されているが玄室との区別は明瞭に確認できる。天井石と奥壁はいずれも付近に産する一枚の凝灰岩製の石材を使用して組まれている。副葬品などの出土遺物は不明であるが、石室の形態から古墳の築造年代は概ね7世紀代（6世紀ごろ）と考えられる。
継体天皇（男大迹王）の皇子・椀子（まりこ）王の一族ゆかりの墓との説もある。
奥壁には梵字で曼荼羅と五輪塔が刻まれている。字は阿弥陀仏を中心とした諸菩薩の曼陀羅で、五輪塔の梵字は東方阿門仏を表わし、鎌倉時代の作と見られる。